# Skoky do vody na mistrovství Evropy v plaveckých sportech 1926
Závody v skocích do vody na mistrovství Evropy v plaveckých sportech za rok 1926 proběhly v Budapešti, Maďarsko ve dnech 19. až 22. srpna 1926.

## Československá stopa
Československo reprezentoval Július Balász (*1901) z pražského klubu ŽSK Hagibor. V disciplíně skoku z 3 m prkna obsadil 3. místo a vybojoval bronzovou medaili. Startovalo 10 závodníků.

## Výsledky
| Muži              | Zlato             | Zlato  | Stříbro             | Stříbro | Bronz                 | Bronz  |
| ----------------- | ----------------- | ------ | ------------------- | ------- | --------------------- | ------ |
| Skoky z 3 m prkna | Arthur Mund (GER) | 186,42 | Josef Lechnir (GER) | 173,52  | Július Balász (TCH)   | 164,76 |
| Skoky z 10 m věže | Hans Luber (GER)  | 110,84 | Helge Öberg (SWE)   | 107,06  | Reginald Knight (GBR) | 101,60 |

## Medailová bilance
Ve skocích do vody se rozdělily celkem 4 sady medailí.
| Pořadí | Stát                     |       | Muži    | Muži  | Muži  |         | Ženy  | Ženy  | Ženy    |       | Muži + Ženy | Muži + Ženy | Muži + Ženy | Celkem |
| Pořadí | Stát                     | Zlato | Stříbro | Bronz | Zlato | Stříbro | Bronz | Zlato | Stříbro | Bronz |             |             |             | Celkem |
| ------ | ------------------------ | ----- | ------- | ----- | ----- | ------- | ----- | ----- | ------- | ----- | ----------- | ----------- | ----------- | ------ |
| 1.     | Německá říše (GER)       |       | 2       | 1     | 0     |         | 0     | 0     | 0       |       | 2           | 1           | 0           | 3      |
| 2.     | Švédsko (SWE)            |       | 0       | 1     | 0     |         | 0     | 0     | 0       |       | 0           | 1           | 0           | 1      |
| 3.     | Spojené království (GBR) |       | 0       | 0     | 1     |         | 0     | 0     | 0       |       | 0           | 0           | 1           | 1      |
| 4.     | Československo (TCH)     |       | 0       | 0     | 1     |         | 0     | 0     | 0       |       | 0           | 0           | 1           | 1      |
| Celkem | Celkem                   |       | 2       | 2     | 2     |         | 0     | 0     | 0       |       | 2           | 2           | 2           | 6      |